# Luis Martínez-Feduchi
Luis Martínez-Feduchi Ruiz (Madrid, 11 de mayo de 1901-Madrid, 30 de septiembre de 1975) fue un arquitecto español. Su proyecto más destacado, realizado junto a Vicente Eced, es el edificio Carrión (denominado también edificio Capitol), situado en la plaza del Callao de Madrid.

## Biografía
Se graduó en la Escuela Técnica Superior de Arquitectura de Madrid, en 1927. Al terminar sus estudios viajó por Europa, donde conoció las escuelas arquitectónicas más en boga en la época, el expresionismo, el racionalismo y el art déco. En sus obras combinó el estilo moderno y racionalista que se muestra en el edificio Capitol, junto a otras más clásicas, levantadas tras la Guerra Civil como el Museo de América. También se dedicó al diseño de muebles.
En 1951 asesoró en los decorados para la película Alba de América junto a Sigfrido Burmann y a Francisco Prosper.
Casó con Matilde Benlliure Vidal, hija de Blas Benlliure Gil. Fueron padres de la acuarelista Lucrecia Feduchi Benlliure (Coti), de los arquitectos Javier Feduchi Benlliure e Ignacio Feduchi Benlliure y de Belén Feduchi (esposa de Rafael Moneo).
Frecuentemente firmaba como Luis Feduchi, prescindiendo de su primer apellido, al igual que sus hijos.

## Obras más destacadas
- Edificio Carrión (antiguo cine Capitol), 1931-1933, Madrid (junto a Vicente Eced).[5]
- Museo de América, 1943-1954, Madrid (junto a Luis Moya).[5]
- Iglesia parroquial de Santo Tomás de Aquino, 1940-41, Madrid.[5]
- Instituto de Cultura Hispánica, 1951, Madrid.[5]
- Hotel Castellana Hilton (actual Hotel InterContinental Madrid), 1950-1953, Madrid.[6]
- Colegio Mayor Nuestra Señora de Guadalupe, 1954, Madrid.[5]
- Escuela Diplomática, 1954, Madrid.[5]
- Auditórium de Palma de Mallorca, 1969.

## Publicaciones
- La casa por dentro por Luis M. Feduchi (1947) Afrodisio Aguado Editores, Madrid
- Antología de la silla española por Luis M. Feduchi (1957) Afrodisio Aguado Editores, Madrid. 45 pag.
- Historia del mueble por Luis Feduchi (1966) Editorial Abantos
- Historia de los estilos del mueble español por Luis Feduchi (1969) Editorial Abantos, Barcelona
- El mueble español por Luis Feduchi (1969) Ediciones Poligrafa
- Itinerarios de arquitectura popular española por Luis Feduchi. (1977) Editorial Blume (4 tomos)
- Historia del mueble por Luis Feduchi (1986) Editorial Blume
- Cáceres y Trujillo. Cuadernos de Arte. Estudio Histórico Artístico por MUÑOZ DE SAN PEDRO, Miguel y IÑIGUEZ  ALMECH, Francisco. Dirigido por Luis M. Feduchi. (1954 y 1949). Editorial Cultura Hispánica, Madrid.  2 Tomos

### Artículos
- ''Historia del mueble'', artículo (1946)
- ''La casa por dentro'', artículo (1947)
- ''Interiores de hot'', artículo (1956)
- ''Colecciones Reales de España. El mueble'', artículo (1965)